# Élections législatives de 1914 dans l'Aude
 (juillet 2025).
Si vous disposez d'ouvrages ou d'articles de référence ou si vous connaissez des sites web de qualité traitant du thème abordé ici, merci de compléter l'article en donnant les références utiles à sa vérifiabilité et en les liant à la section « Notes et références ».
Les élections législatives de 1914 ont eu lieu les 26 avril et 10 mai 1914.

## Élus
Les élus des élections législatives de 1914 dans l'Aude sont, :
|   | Circonscription | Député sortant |  | Groupe parlementaire | Député élu      |  | Groupe parlementaire                |
| - | --------------- | -------------- |  | -------------------- | --------------- |  | ----------------------------------- |
| 1 | Carcassonne     |                |  |                      | Léon Malavialle |  | Parti radical et radical-socialiste |
| 2 | Castelnaudary   |                |  |                      | Jean Durand     |  | Parti radical et radical-socialiste |
| 3 | Limoux          |                |  |                      | Jean Bonnail    |  | Parti radical et radical-socialiste |
| 4 | 1re de Narbonne |                |  |                      | Émile Aldy      |  | Parti socialiste                    |
| 5 | 2e de Narbonne  |                |  |                      | Albert Sarraut  |  | Parti radical et radical-socialiste |

## Résultats à l'échelle du département
| Partis         | Partis                                           | Premier tour | Premier tour | Sièges |
| Partis         | Partis                                           | Voix         | %            | Sièges |
| -------------- | ------------------------------------------------ | ------------ | ------------ | ------ |
|                | Parti républicain, radical et radical-socialiste | 36 047       | 55,77        | 4      |
|                | Section française de l'Internationale ouvrière   | 14 851       | 22,98        | 1      |
|                | Radicaux indépendants                            | 7 395        | 11,44        | 0      |
|                | Républicains indépendants                        | 6 207        | 9,60         | 0      |
|                | Divers                                           | 130          | 0,20         | 0      |
|                |                                                  |              |              |        |
| Inscrits       | Inscrits                                         | 95 738       | 100,00       | 5      |
| Votants        | Votants                                          | 66 965       | 69,95        |        |
| Abstention     | Abstention                                       | 28 773       | 30,05        |        |
| Blancs et nuls | Blancs et nuls                                   | 2 335        | 3,49         |        |
| Exprimés       | Exprimés                                         | 64 630       | 96,51        |        |

## Résultats par arrondissement

### Arrondissement de Carcassonne
| Candidats      | Candidats       | Étiquette      | Premier tour | Premier tour |
| Candidats      | Candidats       | Étiquette      | Voix         | %            |
| -------------- | --------------- | -------------- | ------------ | ------------ |
|                | Léon Malavialle | PRRRS          | 13 583       | 74,53        |
|                | Coulouma        | SFIO           | 4 523        | 24,82        |
|                | Divers          | Divers         | 120          | 0,66         |
|                |                 |                |              |              |
| Inscrits       | Inscrits        | Inscrits       | 30 825       | 100,00       |
| Votants        | Votants         | Votants        | 19 533       | 63,37        |
| Abstention     | Abstention      | Abstention     | 11 292       | 36,63        |
| Blancs et nuls | Blancs et nuls  | Blancs et nuls | 1 307        | 6,69         |
| Exprimés       | Exprimés        | Exprimés       | 18 226       | 93,31        |

### Arrondissement de Castelnaudary
| Candidats      | Candidats       | Étiquette           | Premier tour | Premier tour |
| Candidats      | Candidats       | Étiquette           | Voix         | %            |
| -------------- | --------------- | ------------------- | ------------ | ------------ |
|                | Jean Durand     | PRRRS               | 6 362        | 61,04        |
|                | Charles Georgin | Radical indépendant | 4 058        | 38,93        |
|                | Divers          | Divers              | 3            | 0,03         |
|                |                 |                     |              |              |
| Inscrits       | Inscrits        | Inscrits            | 13 532       | 100,00       |
| Votants        | Votants         | Votants             | 10 784       | 79,69        |
| Abstention     | Abstention      | Abstention          | 2 748        | 20,31        |
| Blancs et nuls | Blancs et nuls  | Blancs et nuls      | 361          | 3,35         |
| Exprimés       | Exprimés        | Exprimés            | 10 423       | 96,65        |

### Arrondissement de Limoux
| Candidats      | Candidats      | Étiquette               | Premier tour | Premier tour |
| Candidats      | Candidats      | Étiquette               | Voix         | %            |
| -------------- | -------------- | ----------------------- | ------------ | ------------ |
|                | Jean Bonnail   | PRRRS                   | 8 728        | 58,44        |
|                | Jules Védrines | Républicain indépendant | 6 207        | 41,56        |
|                | Divers         | Divers                  | 1            | 0,01         |
|                |                |                         |              |              |
| Inscrits       | Inscrits       | Inscrits                | 19 053       | 100,00       |
| Votants        | Votants        | Votants                 | 15 142       | 79,47        |
| Abstention     | Abstention     | Abstention              | 3 911        | 20,53        |
| Blancs et nuls | Blancs et nuls | Blancs et nuls          | 206          | 1,36         |
| Exprimés       | Exprimés       | Exprimés                | 14 936       | 98,64        |

### Arrondissement de Narbonne

#### 1recirconscription
| Candidats      | Candidats      | Étiquette           | Premier tour | Premier tour |
| Candidats      | Candidats      | Étiquette           | Voix         | %            |
| -------------- | -------------- | ------------------- | ------------ | ------------ |
|                | Émile Aldy     | SFIO                | 5 152        | 60,68        |
|                | Verdier        | Radical indépendant | 1 738        | 20,47        |
|                | Coural         | Radical indépendant | 1 599        | 18,83        |
|                | Divers         | Divers              | 1            | 0,01         |
|                |                |                     |              |              |
| Inscrits       | Inscrits       | Inscrits            | 14 299       | 100,00       |
| Votants        | Votants        | Votants             | 8 645        | 60,46        |
| Abstention     | Abstention     | Abstention          | 5 654        | 39,54        |
| Blancs et nuls | Blancs et nuls | Blancs et nuls      | 155          | 1,79         |
| Exprimés       | Exprimés       | Exprimés            | 8 490        | 98,21        |

#### 2ecirconscription
| Candidats      | Candidats      | Étiquette      | Premier tour | Premier tour |
| Candidats      | Candidats      | Étiquette      | Voix         | %            |
| -------------- | -------------- | -------------- | ------------ | ------------ |
|                | Albert Sarraut | PRRRS          | 7 374        | 58,73        |
|                | Ferroul        | SFIO           | 5 176        | 41,23        |
|                | Divers         | Divers         | 5            | 0,04         |
|                |                |                |              |              |
| Inscrits       | Inscrits       | Inscrits       | 18 029       | 100,00       |
| Votants        | Votants        | Votants        | 12 861       | 71,34        |
| Abstention     | Abstention     | Abstention     | 5 168        | 28,66        |
| Blancs et nuls | Blancs et nuls | Blancs et nuls | 306          | 2,38         |
| Exprimés       | Exprimés       | Exprimés       | 12 555       | 97,62        |